# 都島本通

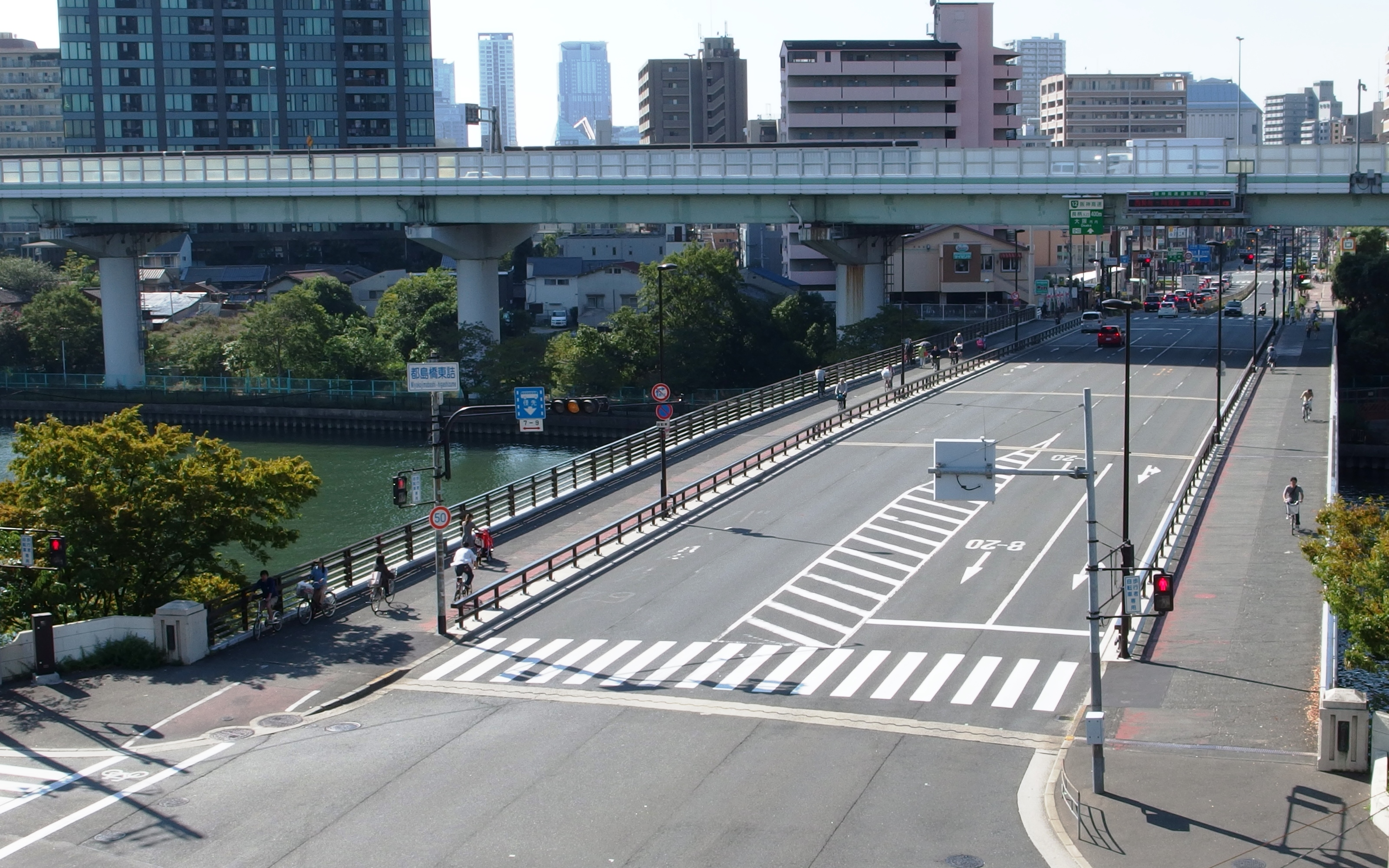
都島橋

都島本通（みやこじまほんどおり）は、大阪府大阪市都島区にある町名。現行行政地名は都島本通一丁目から都島本通五丁目。また、都島通と大阪市道赤川天王寺線を含む5路線が交差する都島区で最大の交差点名である。

## 地理
大阪市都島区の中央部に位置する。北は善源寺町・都島北通、南は中野町・都島南通・都島中通、西は旧淀川（大川）を挟んで北区国分寺・長柄東、東は城東区野江にそれぞれ接する。

## 歴史

### 地名の由来
都島は、かつて難波宮に都が置かれていた経緯から、付近の島々を総称してこの地を都島と呼び、島々が陸続きとなり各地に村落が生まれた後もその呼称が残ったとされる。当地は都島通の中心部を通ることから都島本通と名付けられた。

## 世帯数と人口
2019年（平成31年）3月31日現在の世帯数と人口は以下の通りである。
| 丁目           | 世帯数    | 人口    |
| -------------- | --------- | ------- |
| 都島本通一丁目 | 875世帯   | 1,635人 |
| 都島本通二丁目 | 667世帯   | 870人   |
| 都島本通三丁目 | 1,331世帯 | 2,205人 |
| 都島本通四丁目 | 1,404世帯 | 2,653人 |
| 都島本通五丁目 | 718世帯   | 1,201人 |
| 計             | 4,995世帯 | 8,564人 |

### 人口の変遷
国勢調査による人口の推移。
| 1995年（平成7年）  | 9,060人 | [ 6 ]  |  |
| 2000年（平成12年） | 8,878人 | [ 7 ]  |  |
| 2005年（平成17年） | 8,085人 | [ 8 ]  |  |
| 2010年（平成22年） | 8,016人 | [ 9 ]  |  |
| 2015年（平成27年） | 7,803人 | [ 10 ] |  |

### 世帯数の変遷
国勢調査による世帯数の推移。
| 1995年（平成7年）  | 4,281世帯 | [ 6 ]  |  |
| 2000年（平成12年） | 4,491世帯 | [ 7 ]  |  |
| 2005年（平成17年） | 4,214世帯 | [ 8 ]  |  |
| 2010年（平成22年） | 4,415世帯 | [ 9 ]  |  |
| 2015年（平成27年） | 4,254世帯 | [ 10 ] |  |

## 学区
市立小・中学校に通う場合、学区は以下の通りとなる。なお、小学校・中学校入学時に学校選択制度を導入しており、通学区域以外に都島区の小学校・中学校から選択することも可能。
| 丁目           | 番   | 小学校               | 中学校             |
| -------------- | ---- | -------------------- | ------------------ |
| 都島本通一丁目 | 全域 | 大阪市立都島小学校   | 大阪市立都島中学校 |
| 都島本通二丁目 | 全域 | 大阪市立都島小学校   | 大阪市立都島中学校 |
| 都島本通三丁目 | 全域 | 大阪市立都島小学校   | 大阪市立都島中学校 |
| 都島本通四丁目 | 全域 | 大阪市立東都島小学校 | 大阪市立桜宮中学校 |
| 都島本通五丁目 | 全域 | 大阪市立東都島小学校 | 大阪市立桜宮中学校 |

## 事業所
2016年（平成28年）現在の経済センサス調査による事業所数と従業員数は以下の通りである。
| 丁目           | 事業所数  | 従業員数 |
| -------------- | --------- | -------- |
| 都島本通一丁目 | 121事業所 | 752人    |
| 都島本通二丁目 | 92事業所  | 783人    |
| 都島本通三丁目 | 240事業所 | 1,452人  |
| 都島本通四丁目 | 96事業所  | 742人    |
| 都島本通五丁目 | 64事業所  | 625人    |
| 計             | 613事業所 | 4,354人  |

## 施設

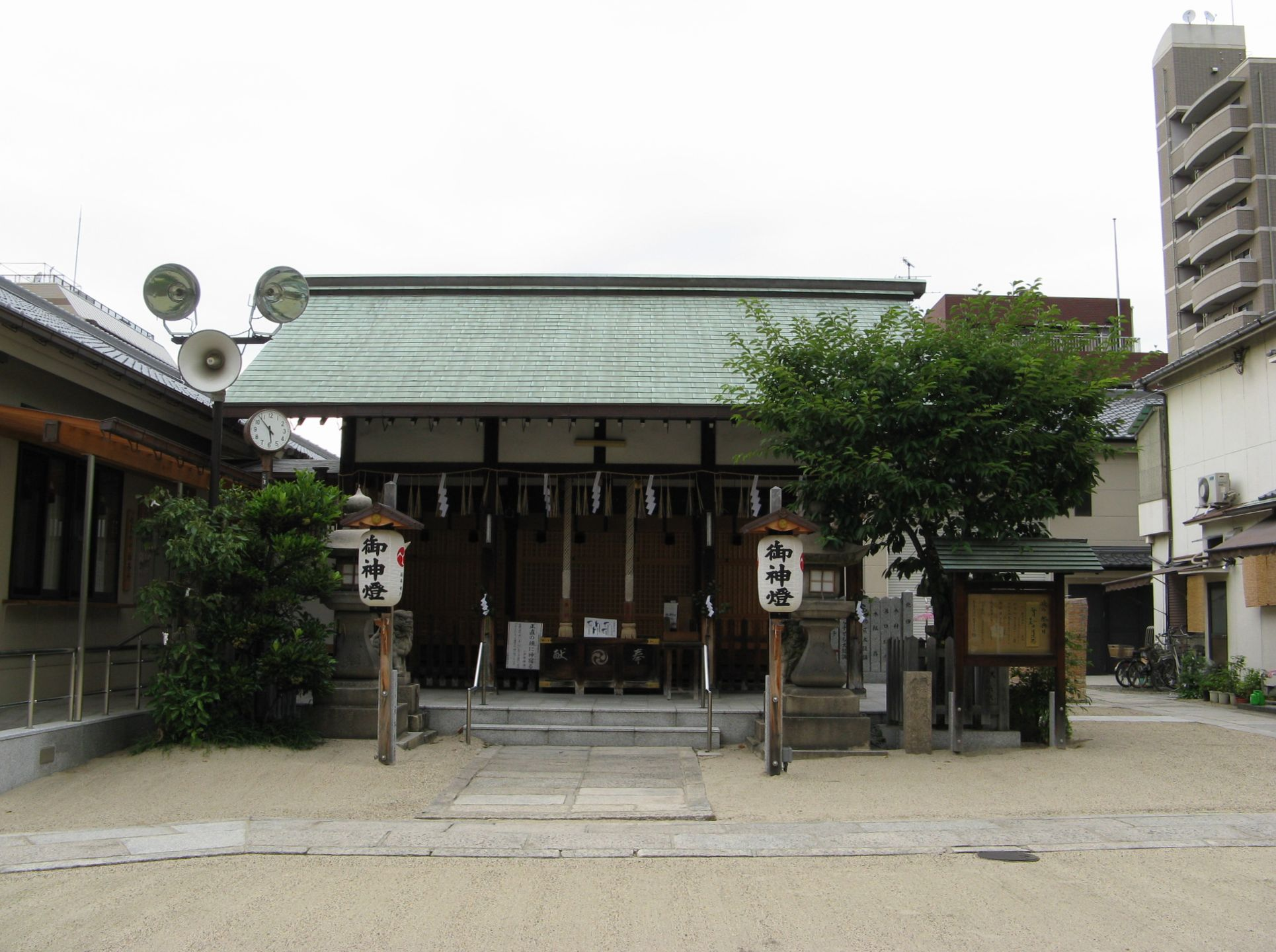
都島神社
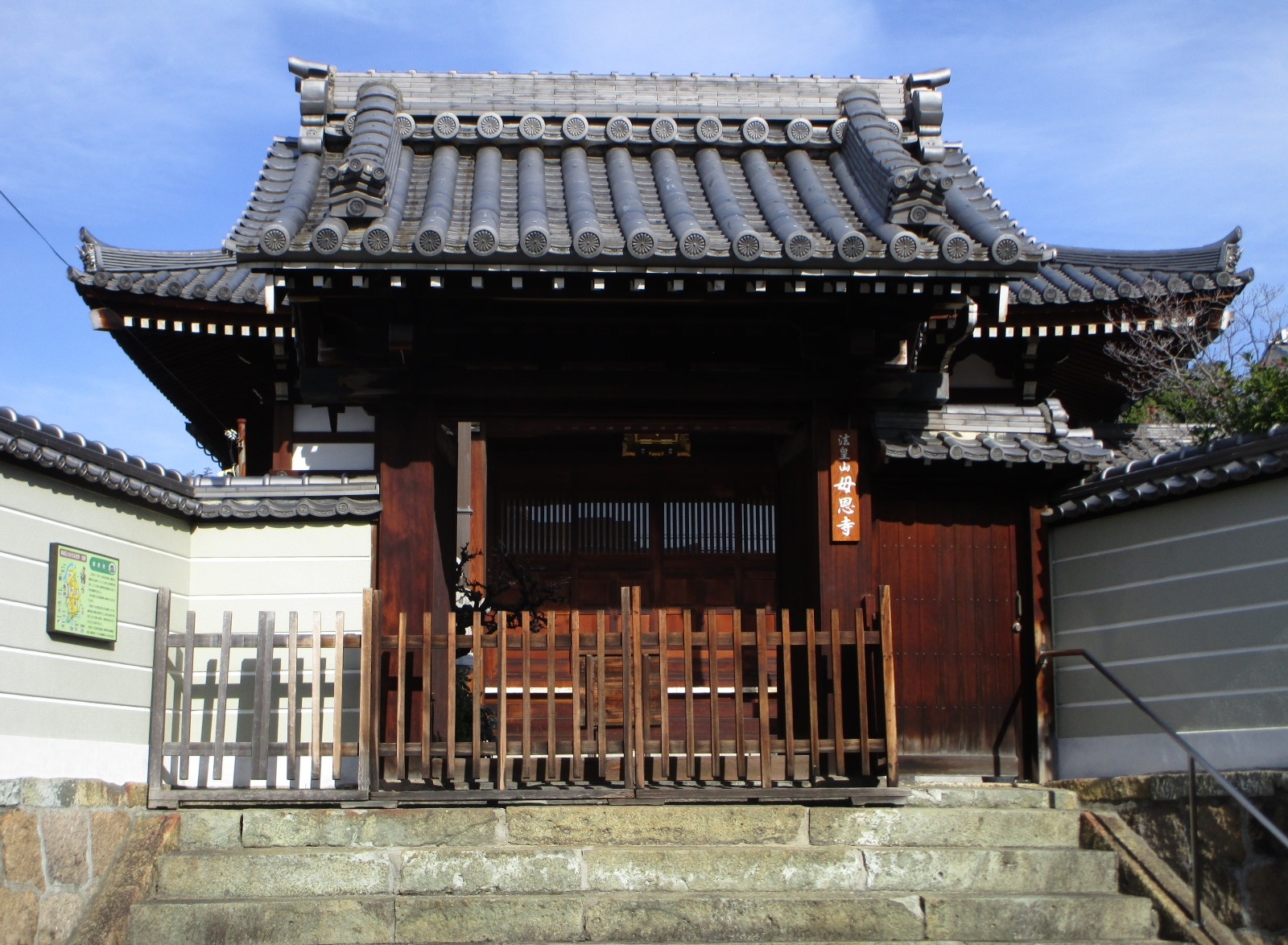
母恩寺

### 公共施設
- 大阪市立総合医療センター

### 公園
- 桜之宮公園
- 敷島公園
- 東都島公園
- かすがえ公園
- 三本児童遊園

### 社寺・史跡
- 都島神社
- 母恩寺
- 鵺塚

### 商業施設
- グルメシティ 都島本通店
- おおさかパルコープ 東都島店
- あさひ 都島中通店

### 金融機関
- りそな銀行 都島支店
- 関西みらい銀行 都島支店

### かつて存在した施設
- 大阪市電都島車庫

## 交通

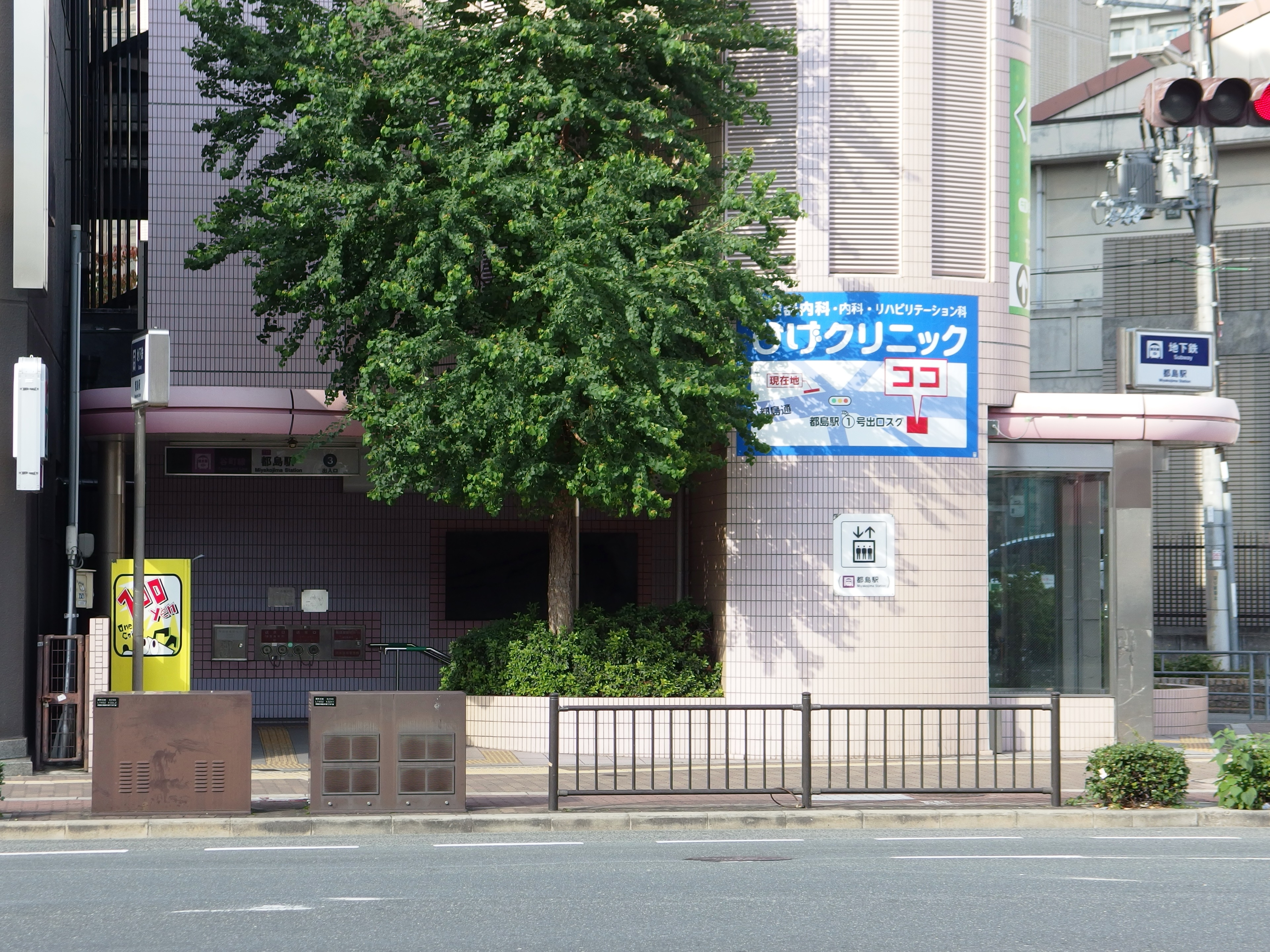
都島駅
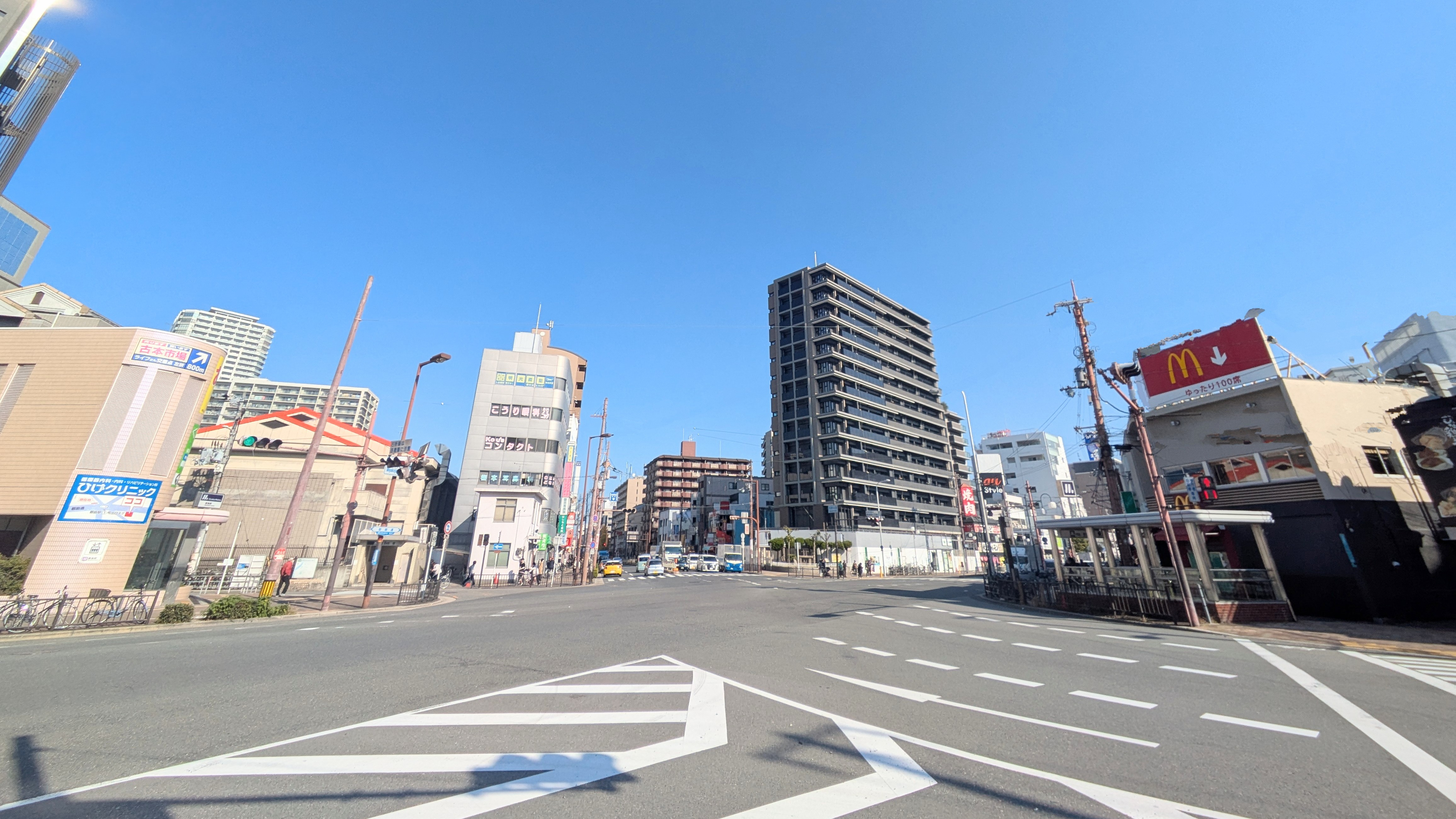
都島本通交差点

### 鉄道
- Osaka Metro谷町線「都島駅」

### 道路
- 大阪市道大阪環状線（都島通）
  - 都島橋
- 大阪市道赤川天王寺線

## その他

### 日本郵便
- 〒534-0021[3]（集配局：都島郵便局[14]）